# Albert Streckeisen
Albert Streckeisen (Basilea, 8 novembre 1901 – Berna, 29 settembre 1998) è stato un geologo e mineralogista svizzero.

## Notizie biografiche
Nacque all'inizio del XX secolo nel capoluogo del Canton Basilea Città; suo padre Adolf fu dottore in medicina.
Studiò geologia, mineralogia e petrografia a Basilea, Zurigo e Berna sotto molti professori tra cui il famoso Paul Niggli.
Nel 1927, sotto la direzione del professor Reinhard, preparò la sua tesi di dottorato sulla geologia e petrologia sul complesso di Flüela in Svizzera.
All'età di 26 anni divenne professore ordinario di mineralogia e petrologia al politecnico di Bucarest, in Romania e divenne anche membro del servizio geologico rumeno dove si dedicò allo studio dei Carpazi.
Oltre ai suoi interessi nel campo strutturale e petrografico dell'area dei Carpazi, si interessò anche alla petrografia del massiccio sienitico di Ditro in Transilvania; per molti è in questo periodo che iniziò il suo grande interesse nella classificazione petrografica delle rocce.
Nel 1930 ritornò in Svizzera, in quanto, per rimanere professore a Bucarest, avrebbe dovuto cambiare nazionalità; al rientro in Patria decise di diventare professore di scienze naturali alle scuole superiori di Berna fino alla pensione che avvenne nel 1939.
Dopo il suo pensionamento divenne professore onorario associato dell'università di Berna nel 1942 e venne poi nominato professore straordinario.
Iniziò il suo lungo lavoro di classificazione delle rocce all'età di circa 60 anni e questo lo tenne impegnato scientificamente per oltre 35 anni.
L'IUGS gli chiese poi di creare e dirigere la commissione "on the Systematics of Magmatic Rocks" che divenne poi la Subcommissione dell'IUGS.
Questa commissione, di cui Streckeisen era il fondatore e lo "spirito guida", venne comunemente denominata "Streckeisen Commission" così come il diagramma QAPF è tuttora chiamato "doppio triangolo di Streckeisen". 
Certamente è grazie alla sua conciliante, ma determinata e forte personalità, che è stato possibile realizzare le cosiddette "general recommendations" della sottocommissione dell'IUGS.
Quando le conoscenze geochimiche divennero sempre più profonde e le metodologie di analisi sempre più precise ed affidabili, diresse il lavoro della sottocommissione verso una classificazione chimica delle rocce vulcaniche che portò alla creazione del diagramma TAS.

## Altri scritti
- Minerale und Gesteine (1962)